# ولف لیک
وُلف لِـیک یک سریال امریکایی است که درابتدا در شبکه سی بی اس روی آنتن رفت. دریاچه گرگ دربارهٔ دسته ای از گرگینه هاست که در حومه سیاتل، واشینگتن زندگی می‌کنند. ۹ قسمت از این سریال تولید شد اما تنها ۵ قسمت آن روی آنتن رفت و بعد کنسل شد. سریال کامل بعدها در شبکه یو پی ان روی انتن رفت. این مجموعه هم‌اکنون در قالب دی وی دی دردسترس است.

## خلاصه
پلیس سیاتل، جان کنین، از دوست دخترش، روبی وایلدر، خواستگاری می‌کند و او می پذیرد. اما وقتی سوار ماشینش می‌شود، مورد حمله قرار می‌گیرد و کنین تنها یک دست قطع شده پیدا می‌کند. او به زادگاه روبی، «وُلف لِـیک» سفر می‌کند تا جوابی پیدا کند. اما اتفاقاتی انجا می افتد که سوالات بیشتری ایجاد می‌کند. او نمی‌داند که بعضی از ساکنین  وُلف لِـیک واقعاً گرگینه هستند. گرگینه‌ها یا کسانی که از تغییر جان سالم بدر برده اند، روی تپه زندگی می‌کنند و جدای از انسان‌های عادی هستند.

## قسمت ها
1. گوشت والدین
2. تغییر
3. سوپ برای دیوانه ها
4. مزه ای شبیه مرغ
5. پسر تحریک پذیر
6. 4فوت زیر زمین
7. رهبر گروه
8. اسطوره لاست لنور
9. اگر این گرگ‌ها می توانستند حرف بزنند